# Hagen, Tjörns kommun
Hagen är en bebyggelse på norra Tjörn i Valla socken i Tjörns kommun. 
Från 2018 räknas området som en del av tätorten Hjälteby. 2015 avgränsade SCB här en småort. Fram till 2015 räknades området som en del av småorten Hjälteby